# Lâu đài Kliczków
Lâu đài Kliczków (tiếng Đức: Schloss Klitschdorf) nằm ở Kliczków ở Ba Lan. Nó thuộc sở hữu của triều đại Solms-Baruth cho đến năm 1942.

## Lịch sử

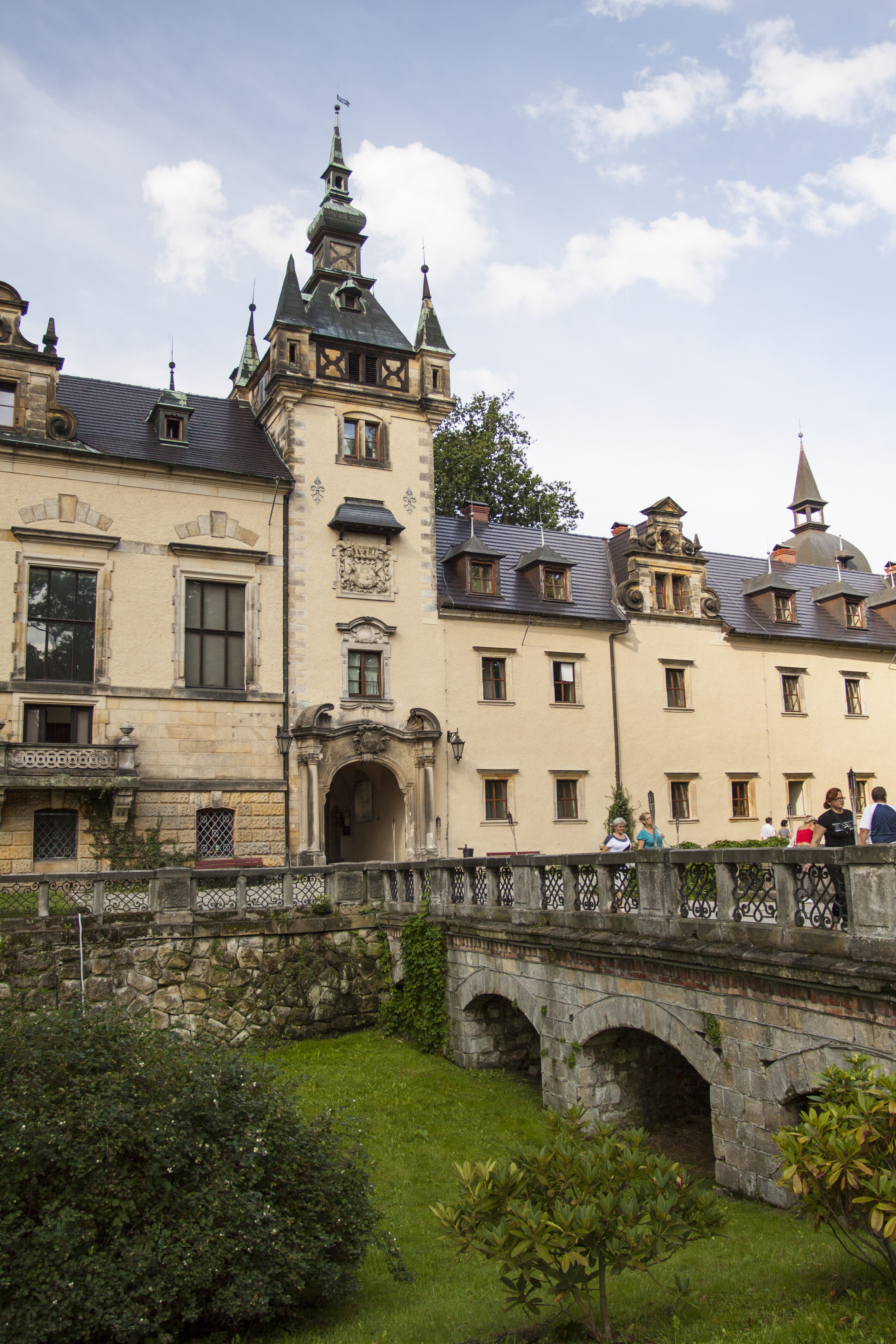
Lâu đài Kliczków

Kliczków được thành lập như một pháo đài biên giới tại sông Kwisa bởi Công tước Bolko I của Jawor vào năm 1297. Năm 1391, nó rơi vào tay gia đình Rechenberg từ Sachsen, người đã chiếm giữ nó trong gần 300 năm.
Tòa nhà chính được xây dựng vào năm 1585 theo phong cách Phục hưng. Năm 1611, vua Matthias của Bohemia đã đến thăm lâu đài.
Sau nhiều lần thay đổi quyền sở hữu, nó đã đến với John Christian, Bá tước Solms-Baruth vào năm 1767. Năm 1810, phòng khiêu vũ lớn theo phong cách Đế chế được tạo ra. Năm 1881, các kiến trúc sư Heinrich Joseph Kayser và Karl von Großheim từ Berlin bắt đầu mở rộng lâu đài. Họ pha trộn các phong cách: kiến trúc Gothic Anh với phong cách Phục hưng Ý và Pháp. Một khu vườn rộng 80 mẫu Anh được thiết kế cùng lúc bởi Eduard Petzold. Năm 1906, Hoàng đế Wilhelm II ở lại lâu đài khi ông đang đi săn trong khu vực.
Năm 1920, nó được thừa kế bởi Frederick of Solms-Baruth. Trong thời kỳ phát xít, ông đã tham gia kháng chiến chống lại chủ nghĩa xã hội quốc gia trong Vòng tròn Kreisau. Ông bị bắt sau khi thất bại trong việc nỗ lực lấy mạng của Hitler và tài sản của anh ta bị tịch thu.
Lâu đài sống sót sau Chiến tranh thế giới thứ hai hầu như không bị ảnh hưởng, nhưng phần bên trong bị quân đội Liên Xô cướp phá. Năm 1949, một trận hỏa hoạn đã phá hủy kho và khu nhà của người hầu. Vào những năm 1950, lâu đài được chăm sóc bởi chính quyền lâm nghiệp địa phương, họ đã bỏ bê nội thất và phá hỏng vữa và bếp lò. Nghĩa trang ngựa cũ của chủ sở hữu đã được giữ lại.
Năm 1971, Đại học Công nghệ Wrocław mua lại lâu đài và cố gắng cứu nó trong vô ích. Sau khi Cộng sản sụp đổ, một công ty thương mại từ Wrocław đã mua lâu đài và phát triển nó thành một trung tâm hội nghị và giải trí sang trọng được khai trương vào năm 1999.